# Santa Fe de Mondújar
Santa Fe de Mondújar es un municipio español perteneciente a la provincia de Almería en la comunidad autónoma de Andalucía. Se encuentra ubicado en el área metropolitana de Almería. En el año 2020 contaba con 461 habitantes. Se encuentra situada a una distancia de 22 kilómetros respecto a la capital de provincia, Almería.

## Toponimia
El origen del nombre de Santa Fe de Mondújar hay que situarlo terminadas la Reconquista. Antes de este momento, en el lugar existían las alquerías de Mondújar y Huéchar, que se quedaron pequeñas para alojar a los musulmanes expulsados de Almería. Con la llegada de estos nuevos residentes, se fundó el núcleo que conocemos hoy. Siguiendo la tradición de los Reyes Católicos, se otorgó a la población un nombre sacro, Santa Fe, que sería adjunto a la alquería de Mondújar, de ahí su nombre.

## Geografía física
El pueblo de Santa Fe de Mondújar se asienta en el margen izquierdo del río Andarax, sobre una escarpada ladera en la confluencia de las sierras de Gádor y los Filabres. Las rocas dominantes pertenecen al complejo alpujárride y complejo nevado-filábride, dando a la zona un aspecto de badlands muy acusado y abrupto.

### Riesgos naturales
El municipio de Santa Fe de Mondújar todavía no cuenta con un PTEL que cumpla con la Ley 5/2010 sobre autonomía local.

## Historia
Lugar de asentamiento desde los tiempos prehistóricos por su situación junto a valles fértiles y por posición estratégica y privilegiada. 
Alrededor del 3300 , en el período de la Edad del Cobre se constituye el asentamiento prehistórico de Los Millares. Se trata de un poblado de casas circulares fortificado con una muralla y una gran necrópolis de sepulcros colectivos.
Los romanos construyeron una torre vigía para guardar la calzada que iba de Guadix a Urci (Pechina). Durante el periodo de al-Ándalus, Idrisi, geógrafo del siglo XII, nos habla que el Castillo de Mondújar estaba en una colina cerca del río, quizás fuera la antigua fortaleza romana que utilizaron también los árabes. Guechen o Huechar era la otra alquería del término. 
Con la conquista cristiana debió de fundarse Santa Fe que sustituirá como centro de población a las alquerías de Mondújar y Huechar. Antes de la Guerra de las Alpujarras (1568-1570), Santa Fe, Mondújar y Huechar contaban con 176 moriscos. Tras la guerra y expulsión de los moriscos se llevó a cabo la repoblación en el 1573. La repoblación se hizo con 42 pobladores procedentes del Reino de Jaén, Valencia, Navarra, Lugo y un italiano que llegaron a Santa Fe. Mondújar y Huechar quedarían despobladas como consecuencia de la expulsión morisca.
Una lenta recuperación demográfica nos lleva hasta mediados del siglo XVIII en el que el Catastro de Ensenada arroja una población para Santa Fe de 262 habitantes. La segunda mitad del siglo XIX traerá consigo la prosperidad que supuso el cultivo de la uva de Ohanes y las minas de Gádor generadoras de mano de obra, a esto se uniría la implantación del ferrocarril. El municipio llegó a contar con una importante estación ferroviaria. En el 1911 se inaugura el primer tren eléctrico de España, con carácter experimental, entre Santa Fe y Gérgal. Este auge económico llegará hasta la primera decena del siglo XX. En la actualidad su actividad económica se centra en la agricultura con el cultivo de la naranja, como alternativa a la uva de Ohanes; el olivo y los frutales.

## Geografía humana

### Organización territorial
Además de la cabecera municipal, Santa Fe de Mondújar cuenta también con varias entidades de población según el nomenclátor publicado por el Instituto Nacional de Estadística: La Calderona, Estación de Ferrocarril y Mondújar.

### Demografía
Cuenta con una población de 494 habitantes (INE 2024).
| Gráfica de evolución demográfica de Santa Fe de Mondújar entre 1842 y 2021 |
| |
| Población de derecho según los censos de población del INE. Población de hecho según los censos de población del INE.En este censo se denominaba Santa Fe: 1842. En este censo se denominaba Santafé: 1857. |

### Transporte y comunicaciones

#### Carretera
Por el municipio discurren las siguientes carreteras:
 A-348  Vertebra toda la comarca de la Alpujarra.
 A-1075  Une la comarca Alpujarra almeriense con la A-92.
 AL-3411  Une al municipio con la comarca de la Alpujarra almeriense.
 AL-3409  Une la anterior carretera con la cabecera del municipio.
Quedan al norte del municipio unos 2,5 km de trazado en ruinas de un proyecto que uniría la población directamente con la N-340, pero nunca se llegó a materializar por completo.

#### Ferrocarril
Existe una estación de ferrocarril, la de Santa Fe-Alhama, que se encuentra actualmente en desuso. 

#### Transporte Aéreo
El aeropuerto más cercano es el de Almería, que se encuentra a 31 kilómetros.

## Símbolos
Santa Fe de Mondújar consiguió una autorización por parte de la Junta de Andalucía para adoptar sus símbolos el 17 de diciembre de 2004, pero no ejerció ese derecho hasta enero de 2007. El municipio cuenta con un escudo y bandera adoptados de manera oficial.

### Escudo
Su descripción heráldica es la siguiente:

De un solo cuartel. De azur, sobre ondas de plata y azur, un viaducto de oro, mazonado de sable y superado de un vaso campaniforme de oro. Timbrado de corona real cerrada.

### Bandera
La enseña del municipio tiene la siguiente descripción:

Paño rectangular de proporciones 1:1,5 compuesto por cinco franjas paralelas entre sí y perpendiculares al asta; la primera y la quinta de color azul turquesa, de un tercio de la anchura de la bandera, cada una; la segunda y la cuarta, de color amarillo oro, de 1/12 de dicha anchura, y la tercera, azul turquesa, de 1/6 del ancho citado. En el centro del paño el escudo municipal en el que los metales oro y plata se sustituyen por el amarillo y blanco respectivamente.

## Servicios públicos

### Educación
Existe un colegio rural en Santa Fe de Mondújar, el CPR Azahar, compartido con los municipios de Alboloduy, Bentarique y Terque.

### Sanidad
El municipio cuenta con un consultorio, dependiente del Complejo Hospitalario Torrecárdenas, abierto de lunes a viernes.

## Política

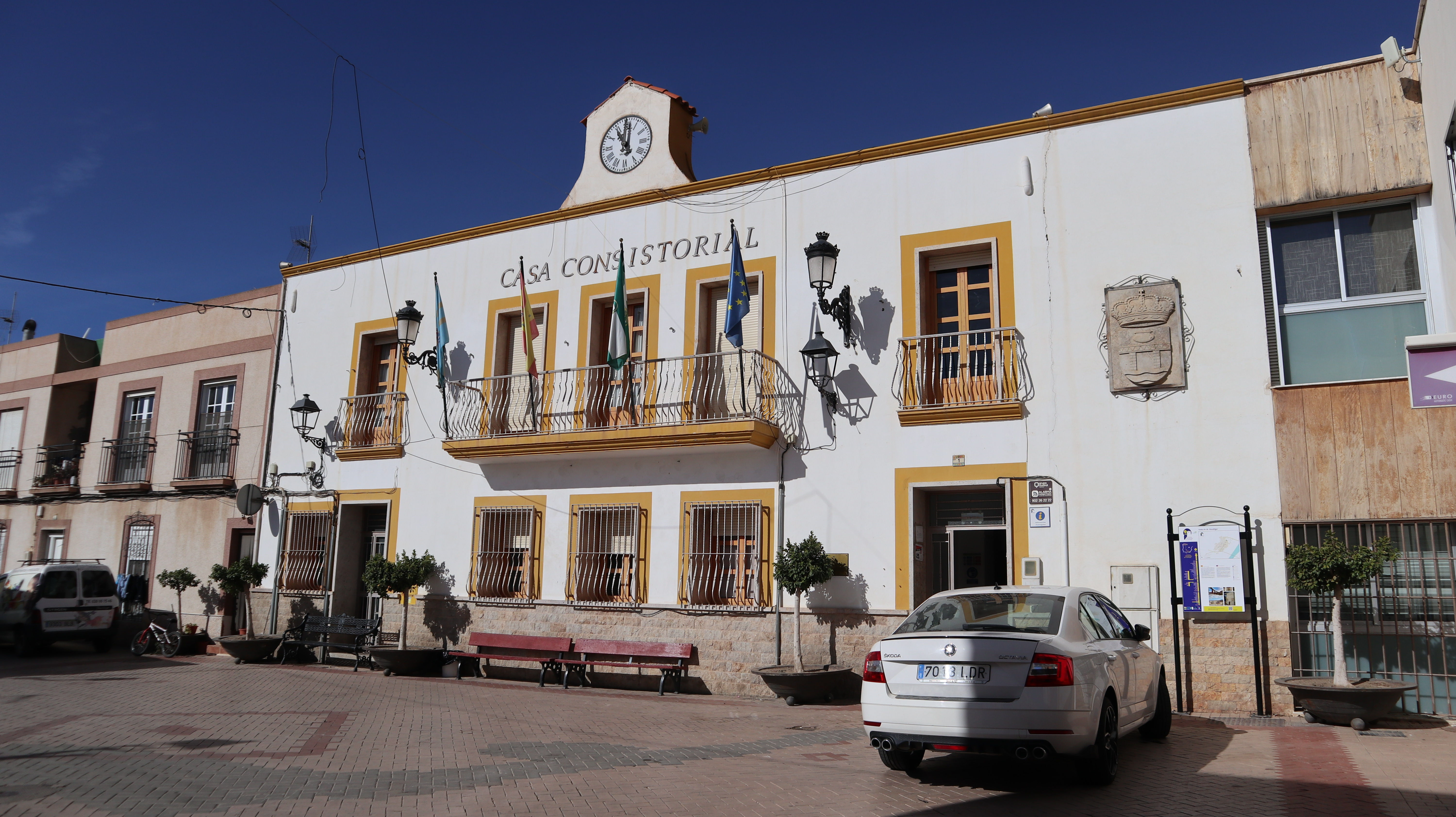
Casa Consistorial de Santa Fe de Mondújar

| Legislatura | Nombre                                                                 | Partido Político |
| ----------- | ---------------------------------------------------------------------- | ---------------- |
| 1979-1983   | José Antonio Izquierdo Sánchez                                         | PSOE             |
| 1983-1987   | Juan José Martínez Lao                                                 | PSOE             |
| 1987-1991   | Juan José Martínez Lao                                                 | PSOE             |
| 1991-1995   | Juan José Martínez Lao                                                 | PSOE             |
| 1995-1999   | Juan José Martínez Lao                                                 | PSOE             |
| 1999-2003   | Juan José Martínez Lao                                                 | PSOE             |
| 2003-2007   | Juan Gabriel Picón Escámez (2003-2004) Remedios López Vaos (2004-2007) | PSOE             |
| 2007-2011   | Remedios López Vaos                                                    | PSOE             |
| 2011-2015   | Remedios López Vaos                                                    | PSOE             |
| 2015-2019   | Remedios López Vaos                                                    | PSOE             |
| 2019-2023   | Trinidad Góngora Escámez                                               | PSOE             |
| 2023-act.   | Trinidad Góngora Escámez                                               | PSOE             |

## Cultura

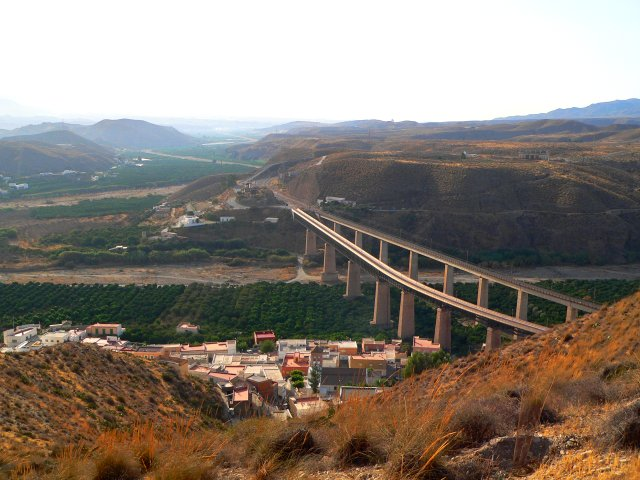
Puentes de Santa Fe de Mondújar

### Patrimonio
- Iglesia parroquial Virgen del Rosario: siglo XVI.
- Torre Nazarí: Entre los siglos XIII y XIV.
- Ermita de la Cruz: siglo XIII.
- Palacio de los Marqueses de Torre Alta: siglo XVI.
- Puente antiguo de Santa Fe de Mondújar: siglo XIX-XX.

### Bienes Inmuebles Protegidos
- Ver catálogo